# الجامعة التشيكية لعلوم الحياة في براغ
الجامعة التشيكية لعلوم الحياة في براغ (CULS ؛ ((بالتشيكية: Česká zemědělská univerzita v Praze)‏)، UZU ؛ أيضا معروفة بـ جامعة الزراعة التشيكية في براغ) هي جامعة للتعليم والبحوث الزراعية كما تتضمن علوم أخرى كالهندسة والاقتصاد وتكنلوجيا المعلومات في براغ، جمهورية التشيك، تأسست في عام 1906.

## تـاريخ
بدأت الدراسات المعنية بالزراعة في الجامعة التقنية التشيكية (ČVUT) في عام 1906، وتخرج منها أول مهندسين زراعيين في عام 1911. وفي عام 1920، تم إنشاء كلية الزراعة والغابات، وفي عام 1952 أصبحت الكلية مؤسسة مستقلة، كلية الزراعة في براغ (بالتشيكية: Vysoká škola zemědělská v Praze)‏ .VSZ). ثم في عام 1966، انتقلت الكلية إلى الحرم الجامعي الذي تم بناؤه حديثًا في براغ- سوخدول، وهو الموقع الحالي للجامعة.
تأسست كلية الغابات في عام 1952، وكانت جزءًا من الجامعة التقنية التشيكية ČVUT حتى عام 1959، ثم أصبحت جزءًا من الجامعة الزراعية حتى عام 1964، ثم استقلت لتصبح معهد علوم الغابات ((بالتشيكية: Vědecký lesnický ústav)‏). لقد كان جزءًا من ČZU منذ عام 1990.
اعتمدت الجامعة اسمها الحالي في عام 1995.
خلال الحكم الشيوعي في تشيكوسلوفاكيا، تم تمويل الجامعة ببذخ كجزء من دعم الدولة للزراعة الجماعية.
من عام 1952 إلى 1980 استمرت درجة الماجستير التي تقدمها الجامعة على شكل دراسة لمدة خمس سنوات. ثم تحولت إلى دراسة مدتها أربع سنوات من 1980 إلى 1990، قبل أن تعود مجددا إلى خمس سنوات. في عام 1993 أصبحت دراسة البكالوريوس لمدة ثلاث سنوات متاحة أيضا.

## أكاديميون
تقدم الجامعة برامج البكالوريوس وبرامج الماجستير (على أساس نظام ECTs النظام الموحد للاعتراف بالشهادات الجامعية داخل أي جامعة أوروبية) وبرامج الدكتوراه.
تتضمن الجامعة حاليا 40 برنامجًا تدرس باللغة الإنجليزية، حوالي 15 منها في دراسات البكالوريوس و 25 في دراسات الماجستير.
تقع Interfaculty Committee Agraria في CULS وهي لجنة مكونة من 60 جامعة هدفها تحسين التعليم العلمي. في عام 2005، أصبحت الجامعة التشيكية لعلوم الحياة (CULS) عضوًا في Euroleague للعلوم الحياتية (ELLS)، كما أنها عضو في مشروع Biofector .

## الكليات والمعاهد
- تقدم كلية الاقتصاد والإدارة دورات تتعلق بإدارة الشركات الزراعية، إدارة واقتصاديات الأعمال الريفية وغير الحضرية، بما في ذلك المالية والمصرفية والتأمين وتكنولوجيا المعلومات والتجارة والتنمية الريفية والإقليمية وغيرها من القضايا المتعلقة بـ مجمع الأغذية الزراعية. في عام 2014، أصبح عميد الكلية مارتن بيليكان.
- توفر كلية علم الأحياء الزراعية والأغذية والموارد الطبيعية دورات تتعلق بالمجالات التقليدية للإنتاج المحصولي والحيواني والموارد الطبيعية والبيئة. في عام 2010، أصبح عميد الكلية بافل تولوستوس.
- تقدم كلية علوم الغابات والأخشاب دورات تدريبية متعلقة بالغابات وإدارة الألعاب وصناعة الأخشاب. تعمل الكلية على الأبحاث النظرية والتطبيقية في مجال الغابات وصناعة الأخشاب وإدارة الحيوانات البرية. في عام 2011، أصبح عميد الكلية ماريك تركاني.
- خريجو كلية الهندسة هم مهندسون صناعيون يعملون في مجال التكنولوجيا والآلات ومعدات التصنيع لاستخدامها في الزراعة والبستنة السوقية والحراجة وغيرها من الصناعات ذات الصلة. في عام 2009، أصبح عميد الكلية فلاديمير جوركا.
- تقدم كلية علوم الزراعة المدارية (المعروفة سابقًا باسم معهد المناطق المدارية وشبه الاستوائية) دورات تدريبية تركز على الزراعة المدارية والتنمية الريفية والإدارة المستدامة للموارد الطبيعية في المناطق المدارية. في عام 2013 أصبح عميد الكلية جان بنوت. تأسست الكلية في عام 2013 من خلال تحول معهد المناطق المدارية وشبه المدارية (ITS).
- معهد التعليم والاستشارات مؤسسة تعليمية وعلمية مستقلة متخصصة في التدريب في مجال الزراعة والحراجة وتقديم خدمات استشارية.
- قسم التربية البدنية هو قسم مستقل بالجامعة التشيكية للزراعة ويوفر التدريب البدني للطلاب.

### شركات الأعمال
- مزرعة الجامعة في لاني هي منشأة تعليمية، تأسست في عام 1960 في مزرعة كانت في السابق تابعة لمكتب رئيس جمهورية التشيكوسلوفاكي. تحيط بالمزرعة عقارات تم تأسيسها في حوالي عام 1850 كجزء من Křivoklát Estate. في عام 1921 تم شراؤها من قبل الدولة التشيكوسلوفاكية مع قلعة لاني ومناطق الغابات. القلعة والغابات المجاورة تستخدم الآن كمراجع من قبل رئيس الجمهورية التشيكية. تستخدم المزرعة للتدريب العملي لطلاب الجامعة وكذلك المدارس الزراعية الأخرى والجمهور. وتشارك في العمل البحثي الذي تقوم به إدارات وكليات الجامعة. تزرع المزرعة 3000 هكتار من الأراضي الزراعية بإنتاج سنوي يبلغ حوالي 9000 طن من الحبوب و 2000 طن من بذورالسلجم والبذور الزيتية لاستخدامها في المزرعة. كمجمع للجينات، تقوم مزرعة الجامعة بتربية قطيع من الماشية التشيكية الأصلية والخيول Kladruber وخيول Norik. وهناك أيضا قطيع من في Elands المشتركة وguanacos ، والتي تجري حاليا البحث في تدجين والاستفادة منها كأنواع بديلة للزراعة واسعة في المناخ المعتدل.
- تزرع مزرعة Mílník شمال شرق براغ 11 هكتارا من العنب وتنتج النبيذ الخاص بها. يزرع المشمش والخوخ والتفاح أيضًا على مساحة 4.5 هكتار من الأرض. تضم مزرعة الجامعة 1100 رأس من الماشية، منها 440 من حيوانات الهولشتاين التي يبلغ إنتاجها السنوي 9,400 لتر من الحليب، و 80 من الفانيلة يبلغ إنتاجها السنوي 5900 لتر من الحليب. تربى المزرعة أيضًا حوالي 4000 رأس من الخنازير، والتي تنتج حوالي 400 طن من لحم الخنزير سنويًا. تنتج المزرعة 600000 دجاجة كل عام، يتم ذبحها ومعالجتها في المسالخ الخاصة بالمزرعة.
- مؤسسة غابات الجامعة في Kostelec nad Černými lesy عبارة عن غابة مساحتها 4600 هكتار مع قلعة ومركز حديقة ومنشرة و 70 هكتارًا من أحواض الأسماك والمنشآت التعليمية، وتستخدم لعمليات الغابات الروتينية وتعليم طلاب كلية الغابات. التدريب العملي على تربية الأسماك لطلاب كليات الهندسة الزراعية والغابات.
- تم تأسيس مشتل بمساحة 12 هكتار في عام 1954. القلعة لديها القدرة على استيعاب وتلبية احتياجات حوالي 100 طالب.

## Rectors
- 1952-1960 - فلاديمير كوسيل
- 1960-1966 - كاريل كودرنا
- 1966-1970 - اميل كونز
- 1970-1985 - تستبور ليدل
- 1985-1990 - يوزيف سيرفينكا
- 1990-1994 - ييرجي بيتر
- 1994-2000 - يان هرون
- 2000-2003 - يوزيف كوزاك
- 2003-2009 - يان هرون
- 2010-2018 - يري باليك
- 2018-2022 - بيتر سكلنيتجكا [3]

## أساتذة وخريجين بارزين
- بيتر نيك (مواليد 1962)، أستاذ بيولوجيا الخلايا الجزيئية في معهد كارلسروه للتكنولوجيا (KIT)
- مانفريد ج. روب (مواليد 1941)، أستاذ اللجنة التوجيهية للتدريب ونشر مشروع Biofector
- بافل تلوستوس (مواليد 1955)، أستاذ في الكيمياء الزراعية وتغذية النبات

## روابط خارجية
- الصفحة الرسمية CULS
- Biofector صفحة ويب
- مادورا علوم الحياة